# Mehrzad Madanchi
Mehrzad Madanchi Ardakani, né selon les sources le 10 janvier 1985, à Shiraz, est un footballeur international iranien. 
Il joue au poste de milieu de terrain, avec l'équipe d'Iran notamment.

## Carrière

### En club
- 2002-2005 : Fajr-Sepasi Chiraz -  Iran[3]
- 2005-2007 : Persepolis FC -  Iran
- 2007-2008 : Al Sha'ab Sharjah -  Émirats arabes unis
- 2008-2009 : Al Nasr Dubaï -  Émirats arabes unis
- 2009-2010 : Al Ahly Dubaï -  Émirats arabes unis

### En équipe nationale
Il a disputé les matchs de qualification pour les jeux olympiques de 2004. Il obtint sa première cape en août 2003.
Madanchi participe à la Coupe du monde 2006 avec l'équipe d'Iran.
Il compte finalement 41 sélections en équipe nationale (pour 8 buts).